# Iglesia de Santa María del Castillo (Castronuño)
La iglesia de Santa María del Castillo es un templo católico ubicado en la localidad de Castronuño, provincia de Valladolid, Castilla y León, España. 

## Descripción

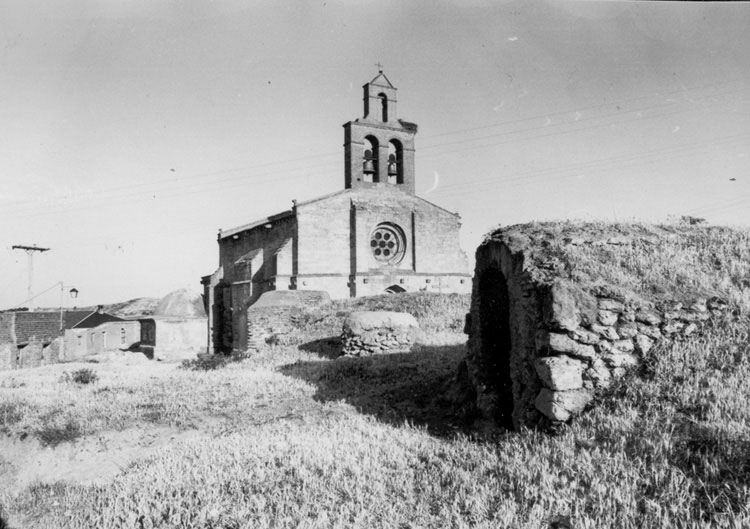
Imagen antigua

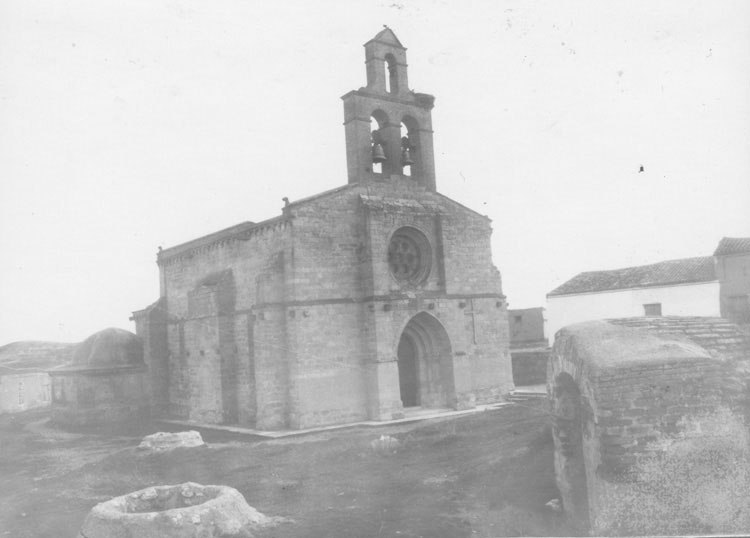
Iglesia parroquial. Ermita de San Juan.

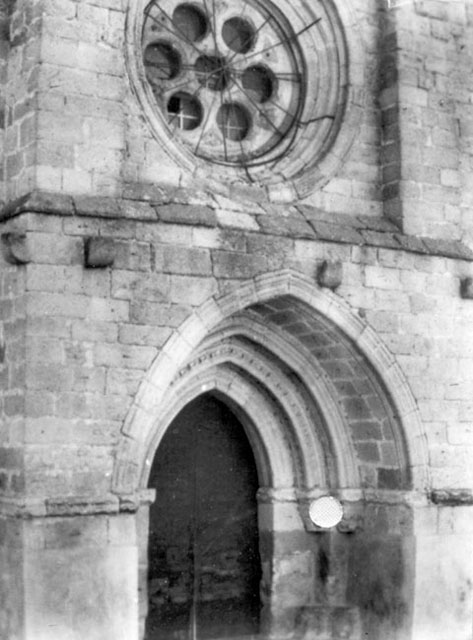
Iglesia parroquial de Santa María.

Fue construida a mediados siglo XIII. Es de estilo románico tardío aunque con algunos tintes del gótico. En la Edad Media Castronuño fue encomienda de la orden de los Hospitalarios de San Juan. Junto con otras localidades de Valladolid, Zamora y Salamanca formaba parte de un único dominio sanjuanista, poco extenso, articulado por el río Guareña, afluente del río Duero. En esa época existía la antigua Iglesia Santa María del Castillo, en el lugar en que actualmente se encuentran las escuelas del pueblo, el CRA Florida del Duero. El último derrumbe del que se tiene información por el historiador Francisco Antón, en el año 1919, hizo que desapareciera por completo con siglos de historia bajo sus pies. La describió este historiador como un edificio de arquitectura hispano-languedociana, del tipo de las iglesias palentinas de Villamuriel de Cerrato y Villalcázar de Sirga, con lo cual se construyó a mediados del siglo XIII con pleno dominio de la orden sobre la localidad. Era un amplio templo de piedra, con triple cabecera plana y tres naves separadas por esbeltos pilares compuestos con medias columnas adosadas, arcos apuntados y cubiertas abovedadas, además de una potente torre fortificada en la cabecera. Su construcción y ornamentación estuvieron en consonancia con la orden hospitalaria en España.
Casi un siglo más tarde y bastante próxima a ella se construyó la de San Juan Bautista que cambió su nombre por la actual Santa María del Castillo. Durante mucho tiempo careció de ornamentos y se tuvieron que traer de la iglesia parroquial. Desde el siglo XVIII recibe el poco apropiado nombre de "ermita del Cristo de San Juan". En la Edad Media, Castronuño poseía un gran patrimonio, en el que cabe destacar las cinco ermitas: San Andrés, San Lázaro, San Sebastián, San Gregorio y San Marcos. Se trata en realidad de una iglesia funeraria, surgida del patronato privado, concretamente de Fernando (Hernán) Rodríguez de Valbuena (o Balboa) comendador sanjuanista y convertida posteriormente en panteón de los comendadores (léanse los escritos del profesor Javier Castán Lanaspa de la UVa al respecto) .Sus dimensiones y sus peculiares rasgos estilísticos, unido a la falta de documentación, han mantenido al templo en un limbo artístico, cronológico y funcional.
Es un edificio de mediadas dimensiones, que superan ampliamente las propias de una ermita. Su estado de conservación es bueno, sin aparentes reconstrucciones, lo que pone de relieve el esmero con que se llevó a cabo. Tanto las puertas: Norte, Mediodía y Poniente, como las ventanas, cuatro en la cabecera y cuatro en la nave, se diseñaron siguiendo los modelos de la arquitectura cisterciense, con sencillísimas arquerías apuntadas sobre columnas o molduras y sobria ornamentación vegetal poco abultada, elementos geométricos y cabezas de clavo.
La sobriedad se traslada también a las cornisas, compuestas por formas triangulares a modo de arquillos, relacionados con algunos importantes edificios del románico zamorano, como la propia catedral, la colegiata de Toro o la Iglesia de Santa María de la Horta, que era de la orden de San Juan.
No hay que olvidar que desde 1158 Castronuño pertenecía al obispado de Zamora. En la puerta Norte, hoy día cegada, encontramos un simple arco desnudo, concebido como un mero hueco de comunicación con una estancia desaparecida, seguramente una antigua sacristía. La puerta orientada a Mediodía, sin embargo, es mucho más rica, aunque se encuentra muy deteriorada. Está compuesta de tres arquivoltas apuntadas sobre columnas bajas con capiteles de hojas, que se pueden ver repuestas en la última reparación. La decoración de estas arquivoltas con figuras humanas dispuestas en forma radial (quizás los ancianos del Apocalipsis), hojas y flores geométricas de cuatro pétalos, tiene como indiscutible modelo la portada Sur de la Iglesia de la Magdalena de Zamora, del siglo XII, que también perteneció a la orden de Malta. La fachada principal, la puerta Poniente, es excesivamente potente y adquiere monumentalidad gracias a la equilibrada composición de la portada: arquivoltas apuntadas con molduras muy simples y apoyadas en columnas muy bajas de deterioradísimos capiteles vegetales, y el gran y profundo rosetón con huecos circulares y formas radiales que se dispone sobre ella, todo ello coronado por la espadaña, con sus dos campanas y su nido de cigüeña, aunque la actual es muy posterior a la creación de la iglesia. La primitiva espadaña fue construida sobre el arco toral de la iglesia y se cambió de lugar en el siglo XVIII. En 1825 se aumentó su altura, añadiendo un arco más. 
Es una iglesia construida sobre sillarejo bien aparejado que conserva todavía muchas marcas de cantero, casi treinta distintas se pueden encontrar entre sus piedras.
Consta de una sola nave rectangular con capilla o ábside semicircular, precedida por el consiguiente presbiterio recto. El diseño de la cabecera con sus cubiertas de horno (en el ábside) y cañón apuntado, es netamente románico. La nave cuenta con dos tramos bien definidos interior y exterior, mediante el uso de potentes contrafuertes que ponen de manifiesto la desconfianza de los constructores ante las bóvedas tan sencillas de crucería que la cierran. Son de dos nervios cruzados en el centro con simples claves en las que se tallaron y policromaron símbolos sanjuanistas (el Cordero con la Cruz de Malta),
El espacio interior está jalonado por arcos apuntados sobre medias columnas que separan la capilla de la nave y definen los dos tramos de ésta. En el gran arco separador se descubren policromías que recuerdan a las que posee la capilla del Rosario de la Iglesia de San Esteban de Salamanca. Quizás porque posteriormente se mandó pintar para ornamentarla con los músicos, aportando el artista un órgano de agua o Hydraulus, tocado por un personaje. Aún está sin acabar dicho arco. 
Los capiteles concentran la única decoración esculpida de este ámbito, con bolas y hojas de tosca concepción que testimonian el influjo de San Bernardo sobre los modos de vida de los llamados monjes-soldados de la orden sanjuanista. Las reglas de las órdenes militares internacionales, como los Templarios o los Hospitalarios, estaban adscritas a las construcciones cistercienses y por tanto, incorporaban los preceptos de sobria funcionalidad que San Bernardo concibió para la arquitectura de sus iglesias y monasterios.
A ambos lados de la nave se abren lucillos sepulcrales cobijados por arcos apuntados muy sencillamente moldurados, sin capiteles ni decoración escultórica, llamados "arcosoleos". Se disponen de forma simétrica, cuatro en cada tramo, enfrentados dos a dos. Encima de uno de los lucillos esta la escultura en piedra del promotor y comendador citado Fernando Rodríguez de Valbuena destacable al no estar yacente sino de rodillas como muestra de poderío personal. 
El coro es moderno, de hormigón (siglo XX), pero sustituye a otro que existía por lo menos desde finales del siglo XVIII. Igualmente es posterior la sacristía, adosada en el lado norte del presbiterio.
Respecto a sus figuras escultóricas destaca el Cristo del Altar Mayor figura en madera tallada del siglo XIV considerado como Crucifijo patético de los cuales solo habría siete en Castilla y León. Tiene los brazos alzados en V y una expresión extrema de dolor y sufrimiento. Habría sido adquirido en Francia por Fernando (Hernán) Rodríguez de Valbuena (Balboa) en sus misiones diplomáticas de su periodo de apogeo., probablemente en Aviñón. También se le denomina Cristo renano. También se encuentra restaurada la imagen de San Miguel, patrón del pueblo. 
Atendiendo al momento que se construyó esta iglesia a lo largo del siglo XIII, los estudiosos proponen teorías muy contrastadas: Francisco Antón veía en ella rasgos básicamente románicos sumados a otros góticos y así la calificó de iglesia románica retardataria; Felipe Heras vio en ella rasgos góticos predominantes y fundamentales, mezclados con reminiscencias románicas que para él eran secundarias; los autores del Inventario Artístico de Valladolid se refieren a ella como gótica del siglo XIII; García Chico la tilda como obra de carácter rural, retardataria e indefinida. Sea como fuere podríamos ver en ella que es románica con elementos cistercienses, perteneciente a las órdenes militares propias del siglo XIII que tenían poder en este lugar, la orden Hospitalaria.
- Datos: Q5911889
- Multimedia: Church of Santa María del Castillo, Castronuño / Q5911889